# Natalie Zahle
Ida Charlotte Natalie Zahle, född 11 juni 1827 på Assens prästgård vid Horsens, död 11 augusti 1913 i Vedbæk, var en dansk skolledare och feminist, grundare av N. Zahles Skole. Hon var syster till Peter Christian Zahle.
Natalie Zahle, som var dotter till prästen och skalden Sophus Zahle, avlade 1851 examen som institutsföreståndarinna vid Den højere Dannelsesanstalt for Damer och övertog 1852 en flickskola, med vilken hon sedan sammanslog resterna av en annan sådan, och arbetade upp sin skola så, att den blev den mest besökta i Köpenhamn (500 elever 1877), och förenade med den ett stort läroverk, som växte ut med gymnasie- och lärarinneseminarieavdelningar (en tid även en musikskola).
Hon upptog redan 1864 gymnastik som läroämne, men omsatte varsamt sina skoltankar i praktiken. Från hennes läroverk utgick de första studentskorna och en mängd lärarinnor fick där sin utbildning. Sedermera inrättades liknande skolor runt om i landet, delvis med föreståndarinnor, som varit hennes elever.
I Om Kvindens Uddannelse her i Landet (två häften, 1882–1883) utvecklade hon sina grundtankar om kvinnans inre frigörelse genom ökad kunskap; hon ville därmed göra hustrun jämbördig med den äkta mannen och i det hela främja kvinnornas oavhängighet genom att trygga deras förmåga till självförsörjning. År 1885 blev Nathalie Zahles skole en självägande institution, över vilken hon dock behöll överledningen till 1900. En minnesvård restes över henne 1916 i Ørstedsparken, i skolans närhet.